# Metaporana
Metaporana là một chi thực vật thuộc họ Convolvulaceae.
Bao gồm các loài:
- Metaporana obtusa, (Balf. f.) Staples